# マンデルバウム門

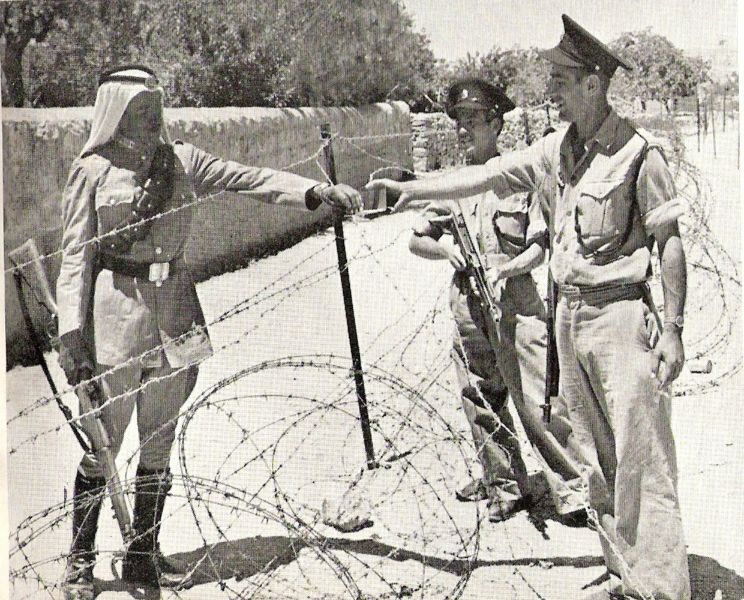
マンデルバウム門付近の境界線にて、アラブ軍団のヨルダン兵（左）にタバコを分けるイスラエル警官（右）。1950年頃撮影

マンデルバウム門、シャアル・マンデルバウム（ヘブライ語: שַׁעַר מנדלבאום ša‘ar mandelba'um; (The) Mandelbaum Gate）はエルサレム北部（旧市街城壁の外）にあった門。
近くに家のあったユダヤ人医師の姓から取られた。
1949年から1967年にかけての東エルサレム・ヨルダン占領時代には、イスラエル領である西エルサレムとヨルダン占領地区の境界線に位地し、チェックポイントとなっていた。
ヨルダン時代の東エルサレムから見れば旧市街の西端にあり、シェイフヤラ、アメリカ人居留地、西エルサレムではゲウッラー、メーアー・シェアーリームといった地区の近くにある。
現在では6、または7の道路が合流する交差点となっている。